# José Ramírez (actor)
José Ramírez (Buenos Aires, Argentina, 1896 - ibídem, 8 de octubre de 1960) fue un primer actor de reparto cinematográfico, director teatral y autor de comedias argentino.

## Carrera
Ramírez fue un destacado y popular actor de reparto cómico que actuó en unos variados filmes durante la época de esplendor del cine argentino. Compartió escenas con ilustres figuras de la escena nacional como Pedro Quartucci, Inés Murray, María Santos, Enrique Muiño, Juan Carlos Altavista, Pepe Iglesias, Tomás Simari, entre mucho otros.

## Filmografía
- 1925: Tu cuna fue un conventillo (sin sonido)
- 1936: Radio Bar
- 1937: Así es el tango
- 1939: La canción que tú cantabas
- 1941: Una novia en apuros
- 1942: Melodías de América

## Teatro
Se inició en el teatro en la compañía Muiño-Alippi y, más adelante, encabezú su propia compañía con la que actuó tanto en Buenos Aires como en giras por el interior del país. Ramírez era un actor popular, que le dio al sainete una vigencia constante con sus eficaces recursos desde la década del '20 hasta la del '60. En 1944 encabezó El mucamo de la niña, con Francisco Canaro y Lázaro Medero.
En 1945 protagonizó Se necesita un hombre con cara de infeliz, de Germán Ziclis, junto a actores como Elsa del Campillo, Alberto Nava, Teresa Puente, Isabel Soler y Pedro Pompillo.
En 1948 hizo Lindo invento las mujeres, en el Teatro Independencia de Mendoza.
En 1949 presentó en el Teatro Comedia, Viuda ella, viudo él, ¿Quien les pone el cascabel?.
En 1950, trabajó en el Teatro Coliseo, con su  compañía, en la obra Aquí se va a armar la gorda, con la primera actriz Blanca Podestá, Julio Bianquet, Chita Foras, Olga Duncan, Ego Brunoldi, entre otros. También junto a Elena Lucena trabajó en la obra La viudita se quiere casar.
A mediados de 1950 los peronistas Pedro Fernando Riera y Arturo del Río eran el gobernador y vicegobernador de la provincia de Tucumán cuando José Ramírez y su compañía debutaron en el Teatro Alberdi de Tucumán con la "revista de actualidad tucumana" cuyo título Sería un loco desvarío/ que yo me riera del río jugaba con los apellidos de los nombrados. Sea por la gracia del libreto o por el hecho de que el género no era -ni es- nada común en esa ciudad, lo cierto es que la revista tuvo mucho éxito durante la breve estadía de la compañía, con dos funciones diarias del 14 al 18 de julio. Ramírez tenía el papel protagónico, y lo acompañaban Concepción Sánchez, Pura Delgui, Mabel Cabello, Julio Bianquet y Arturo Bambio. Según la crónica del diario La Gaceta la obra en diez cuadros se destacada por sus "ajustadas caracterizaciones" y sus números musicales con "compass de tangos, boleros y otras piezas populares conocidas". El autor -escondido tras un seudónimo- era Pedro Gregorio "Perico" Madrid (1904-1963), en ese momento empresario del Teatro Alberdi, una figura muy popular en Tucumán que fue productor y libretista del film El diablo de las vidalas (1951), sobre la vida del general Aráoz de Lamadrid, a quien hacía referencia el tercer cuadro de la obra teatral titulado "Al diablo con las vidalas".
En 1951 ¡Que Gallego Macanudo en el  Teatro Estornell con Carmen Llambi, Julio Bianquet, María E. Leguizamón, Tito Lezama, Vicente Formi, Pancho Romano y Germán Vega.
Hizo en 1951, la comedia Porque te quiero te pego, estrenada en el Teatro Alberdi.
Se destacó en las obras Che cuídame esa loca, junto al actor Luis Sandrini. También se lució en Che, firmame el divorcio, estrenada en el Teatro Comedia con su compañía teatral con Roberto García Ramos, Carmen Llambí, Juan Carlos Salas, Blanca del Valle y Hugo Vallejo, entre otros. Ambas en 1954.
En 1955 sufrió unos altercados en la provincia de Tucumán al estrenar Después de la regadera... se pasó a la cañonera, una comedia sobre el gobierno peronista depuesto en aquel momento.
En 1960, poco antes de su fallecimiento, debutó en Buenos Aires, con la obra de Padrón Guedes, ¡Te jubilaste... sonaste! , junto con Tito Lagos y Eduardo González.
Otras de las numerosas obras en la que actuó se encuentran:
- Rafael Mosquera, viejo y calavera (1944)
- Gran Colmao el Tronao (1944), estrenada en el Teatro El Nacional con Roberto García Ramos, Lydia Campos, Rosita Contreras, Vicente Climent y Héctor Ferraro.
- Pide a gritos la nación elecciones sin patrón (1945)
- Te acomodaste Benavidez (1945)
- Soy un plato volador (1948)
- Los maridos quieren conga ( y las mujeres también) (1948)
- El padre Liborio (1949)
- Viscenzino (1949)
- Así es la vida (1951), estrenada en el Teatro Presidente Alvear, con la compañía encabezada por Luis Arata.
- Se dio vuelta la casa (1952)
- Te quiero ver escopeta (1953)
- El marido de la panadera', junto a Olinda Bozán, Oscar Valicelli, Herminia Franco y Raimundo Pastore
- Café Concierto 1900